# Randall Munroe

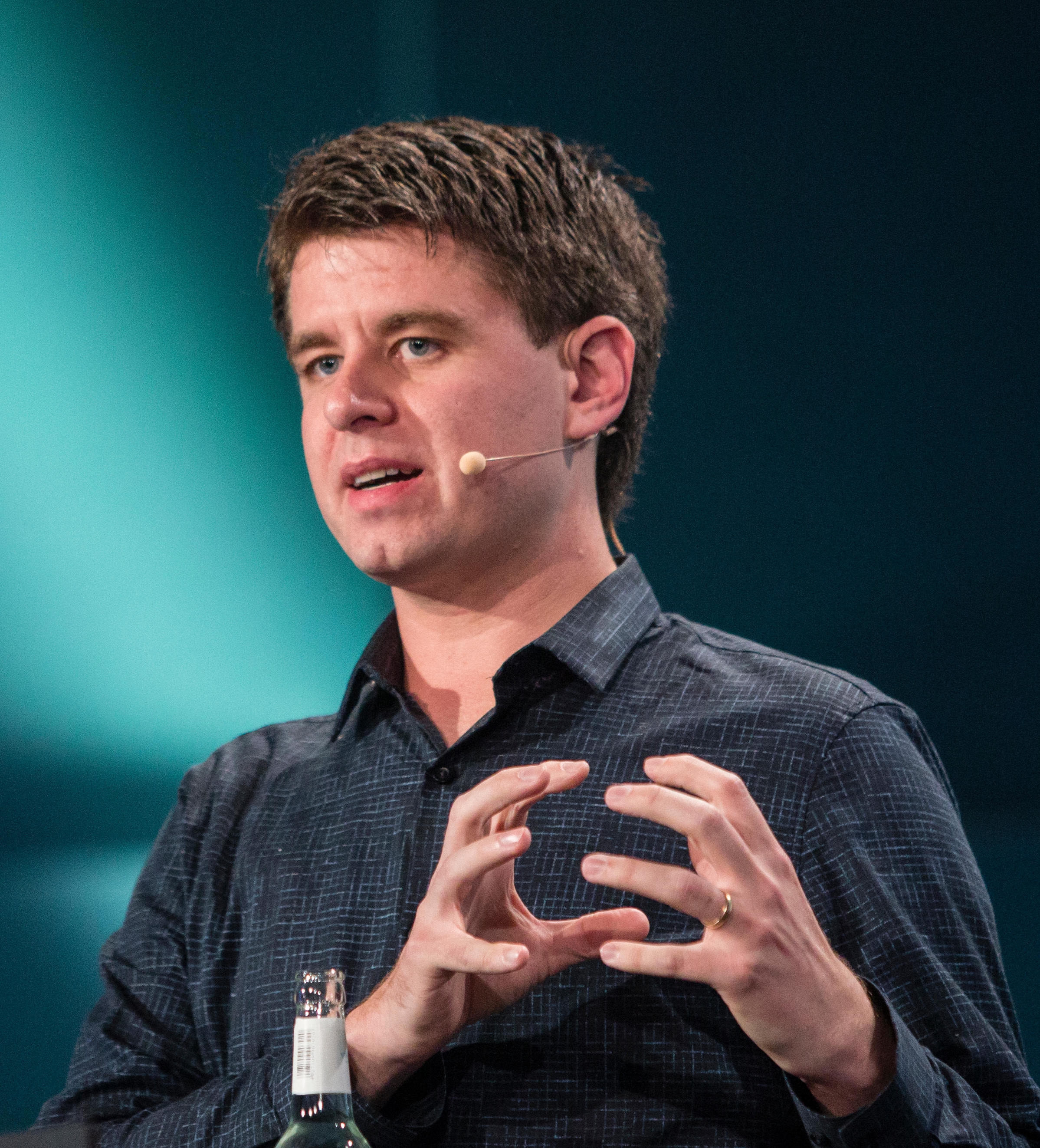
Randall Munroe auf der re:publica 2016

Randall Patrick Munroe (* 17. Oktober 1984 in Easton, Pennsylvania) ist ein US-amerikanischer Comicautor und ehemaliger Robotiker der NASA. Er ist vor allem bekannt als Betreiber der Internetseite xkcd.

## Leben
Munroe wurde in Easton in Pennsylvania geboren, wuchs aber in einem Vorort von Richmond in Virginia auf und interessierte sich schon in frühen Jahren für Comics, etwa Calvin und Hobbes. Nach seinem Abschluss an der Mathematics and Science High School at Clover Hill im Chesterfield County, Virginia, arbeitete er an der Christopher Newport University in Newport News im Langley Research Center für die US-amerikanische Raumfahrtbehörde NASA an Robotern. Nach seinem Studienabschluss als Physiker setzte er die Arbeiten fort. Seitdem die NASA seinen Vertrag im Oktober 2006 nicht verlängerte, arbeitet er Vollzeit an seinem Webcomic xkcd, den er bereits 2005 startete.

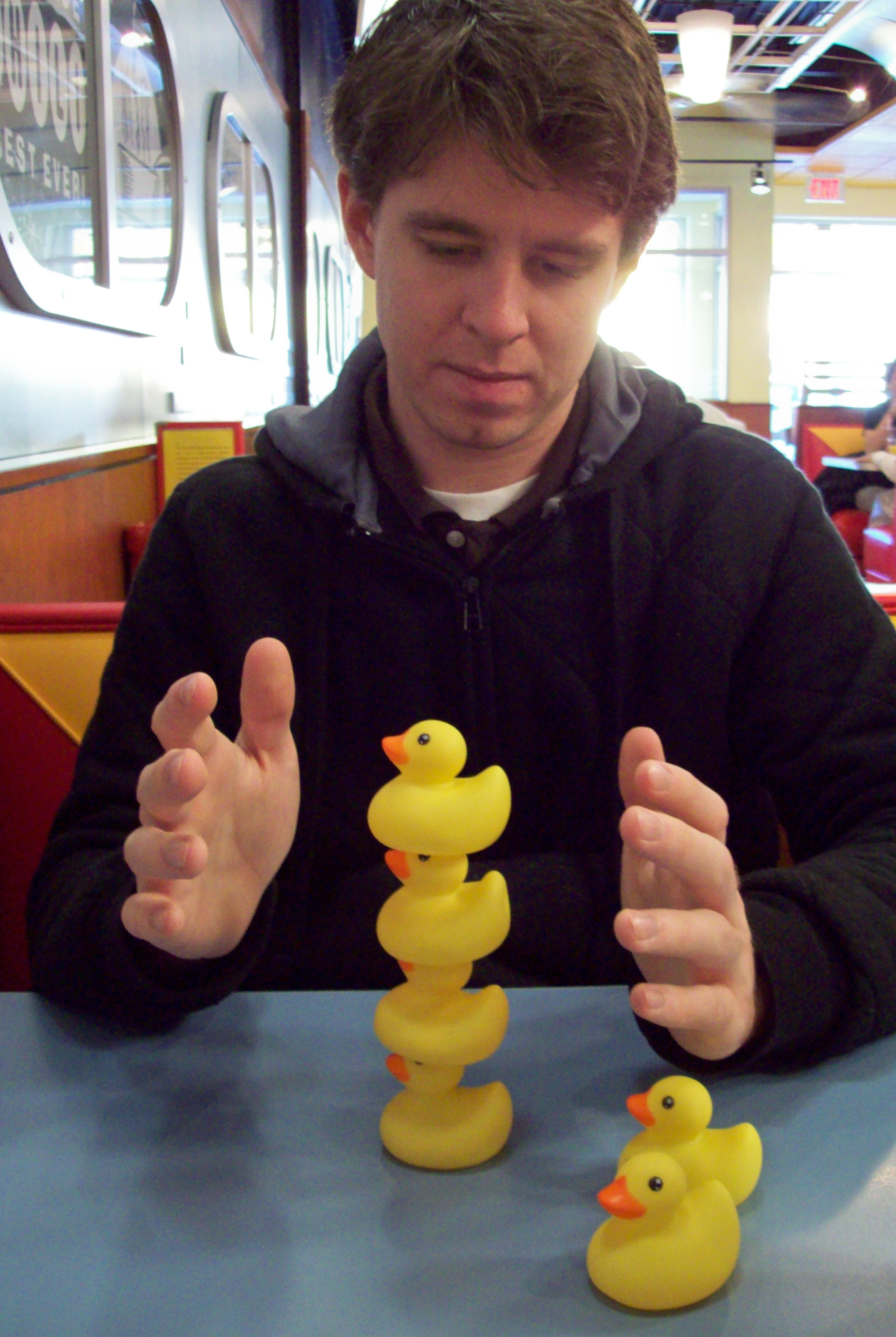
Randall Munroe, 2008

Seit Juni 2007 lebt er in Massachusetts; zuerst in Somerville, später in Cambridge. Im September 2011 heiratete Munroe seine Freundin, die im Jahr zuvor an Brustkrebs erkrankt war.
Munroe finanziert sich mit dem Verkauf von Merchandiseartikeln zu xkcd wie Kleidung, Poster und Aufkleber über seine Website, wo er schon 2008 mehrere Tausend T-Shirts pro Monat verkaufte. Er ist ein großer Fan von Kite Aerial Photography.
2013 wurde der Asteroid (4942) Munroe auf den Vorschlag vieler Fans hin nach ihm benannt.

## Webcomic
xkcd ist ein Strichfigurencomic mit Schwerpunkten auf Informatik, Technologie, Mathematik, Naturwissenschaften, Philosophie, Sprache, Popkultur und Liebe. Der Name „xkcd“ hat keine Bedeutung, sondern soll laut Munroe nur eine nicht in einem Wort aussprechbare Buchstabenfolge sein.
Munroe begann mit den ersten Publikationen im September 2005, zu der Zeit allerdings unregelmäßig. Seit Januar 2006 postet Munroe jeden Montag, Mittwoch und Freitag einen neuen Comic. Die Webcomicreihe wurde schnell bekannt und hatte im Oktober 2007 bereits bis zu 70 Millionen Aufrufe pro Monat. Seit Juli 2012 gibt es mit „what if?“ einen Ableger der Comicreihe, der ebenfalls von Munroe betrieben wird. Hierin beantwortet er hypothetische und meist absurde Fragen humoristisch und wissenschaftlich genau. Jede Antwort beinhaltet auch mehrere Comics. Eine Zusammenstellung neuer und bereits beantworteter Fragen und Antworten gab Randall Munroe 2014 als Taschenbuch unter dem Titel what if? Serious scientific answers to absurd hypothetical questions. (deutsch: what if? Was wäre wenn? Wirklich wissenschaftliche Antworten auf absurde hypothetische Fragen.) heraus. Mit Stand vom 15. Januar 2017 hatte Munroe 1785 Comics und 152 what if?s online veröffentlicht.
Am 24. November 2015 ist Munroes Buch Thing Explainer: Complicated Stuff in Simple Words (deutsch: Dinge-Erklärer – Thing Explainer: Komplizierte Sachen in einfachen Worten) erschienen, in dem er in 50 Zeichnungen verschiedene „komplizierte“ Dinge erklärt, wobei er jedoch nur die 1000 häufigsten Wörter im englischen Sprachgebrauch benutzt. Die Idee stammt von xkcd-Comic Nummer 1133, Up Goer Five, in welchem er dasselbe Prinzip auf die Saturn-V-Rakete anwendet.
Unter anderem die Popularität von xkcd unter Science-Fiction-Fans sorgte dafür, dass Munroe 2011 und 2012 für den Hugo Award als Best Fan Artist nominiert wurde und 2014 den Preis in der Kategorie Best Graphic Story für seinen 1190. Comic Time gewann.

## Buchveröffentlichungen
Bereits 2009 erschien ein Buch mit Comics aus Munroes Webcomic-Reihe xkcd.
- xkcd, volume 0. Breadpig, San Francisco 2009, ISBN 978-0-615-31446-4.
- What if? Serious scientific answers to absurd hypothetical questions. Houghton Mifflin Harcourt, Boston 2014, ISBN 978-0-544-27299-6.
  - deutsche Ausgabe: What if? Was wäre wenn? Wirklich wissenschaftliche Antworten auf absurde hypothetische Fragen (Übersetzung von Ralf Pannowitsch). Knaus, München 2014, ISBN 978-3-8135-0652-5.
- What if? 2 2: Additional Serious Scientific Answers to Absurd Hypothetical Questions. Riverhead Books, New York 2022, ISBN 978-0-525-53711-3.
  - deutsche Ausgabe: What if?2 Was wäre wenn?: Weitere wirklich wissenschaftliche Antworten auf absurde hypothetische Fragen (Übersetzung von Benjamin Schilling, Ralf Pannowitsch und Bernd Schuh). Penguin, München 2022, ISBN 978-3-328-60093-0.
- Thing Explainer: Complicated Stuff in Simple Words. Houghton Mifflin Harcourt, 2015, ISBN 978-0-544-66825-6.
  - deutsche Ausgabe: Dinge-Erklärer – Thing Explainer: Komplizierte Sachen in einfachen Worten. Knaus, München 2015, ISBN 978-3-8135-0715-7.
- How To: Absurd Scientific Advice for Common Real-World Problems. Riverhead Books, 2019, ISBN 978-0-593-08637-7.
  - deutsche Ausgabe: HOW TO – Wie man's hinkriegt: Absurde, wirklich wissenschaftliche Empfehlungen für alle Lebenslagen Penguin Verlag, 2019, ISBN 978-3-328-60091-6.

Munroes Comics sind in elf Sprachen erschienen (Stand Februar 2016).